# Soldano
Soldano este o comună din provincia Imperia, Liguria (Italia).

## Galerie

Localizarea în provincia Imperia

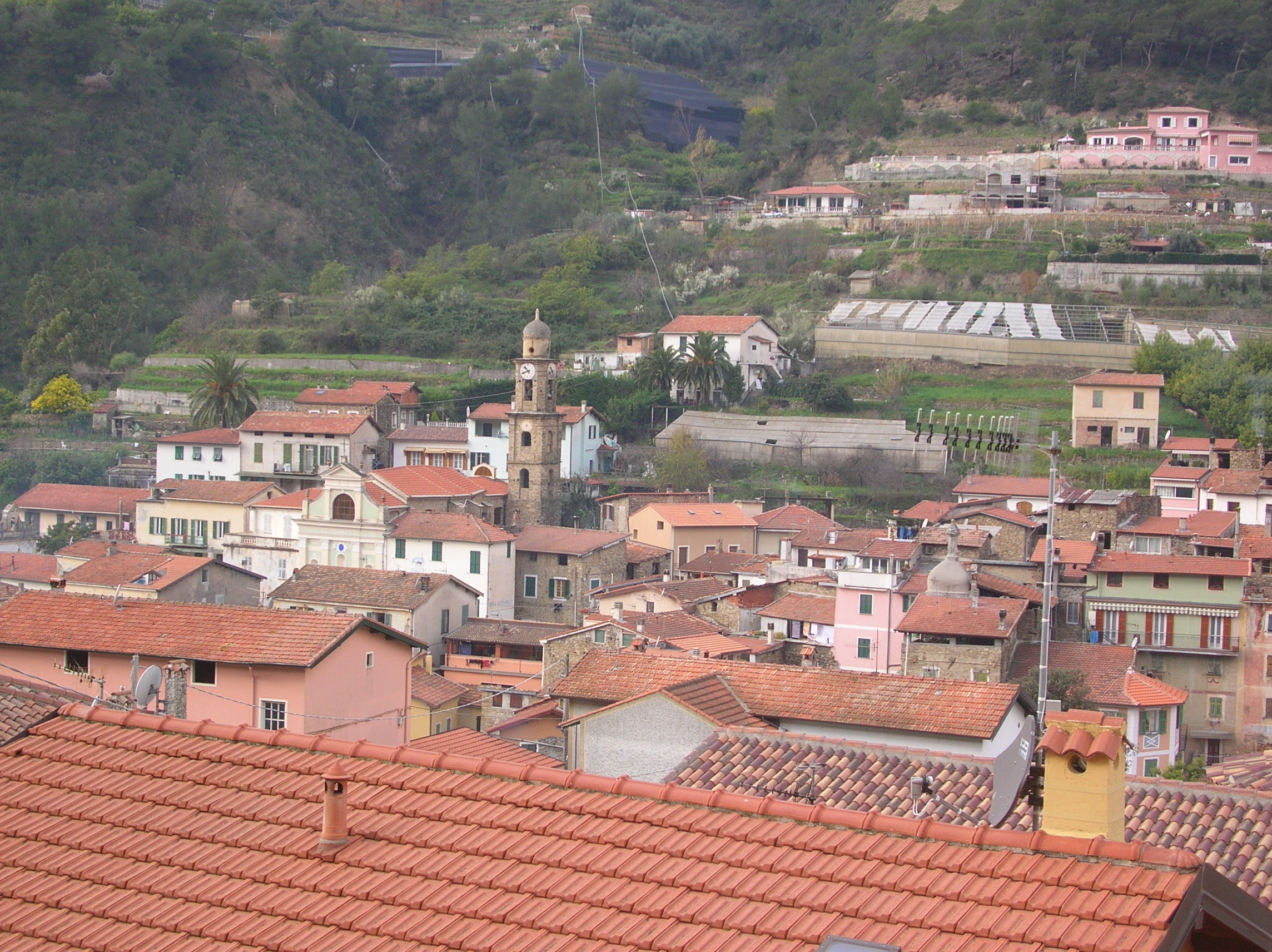
Soldano

## Demografie
Soldano - evoluția demografică

|  | Graficele sunt indisponibile din cauza unor probleme tehnice. Mai multe informații se găsesc la Phabricator și la wiki-ul MediaWiki. |

Date: Recensăminte sau birourile de statistică - grafică realizată de Wikipedia